# Unterseeboot U-110 (1917)
Pour les autres navires du même nom, voir Unterseeboot 110.
L'Unterseeboot U-110 est un sous-marin de type U 93 de la marine impériale allemande (en allemand : Kaiserliche Marine) pendant la Première Guerre mondiale. Il a été commandé le 5 mai 1916 et lancé le 28 juillet 1917. Il est mis en service le 25 septembre 1917 et affecté à la IVe flottille de la Hochseeflotte, basée sur la côte allemande de la mer du Nord.

## Conception
Les sous-marins de type U 93 ont été précédés par les sous-marins de type U 87, plus courts. L'U-110 avait un déplacement de 798 tonnes en surface et 1000 tonnes en immersion. Il avait une longueur hors tout de 71,55 m, et 56,05 m pour la coque sous pression, un maître-bau de 6,30 m, une hauteur de 8,25 m et un tirant d'eau de 3,90 m. Le sous-marin était propulsé par deux moteurs de 2400 ch (1800 kW) en surface et par deux moteurs de 1200 ch (880 kW) en immersion. Il avait deux arbres d'hélice et deux hélices de 1,70 m de diamètre. Il était capable de fonctionner jusqu’à 50 mètres.
La vitesse maximale du sous-marin était de 16,4 nœuds (30,4 km/h) en surface et de 8,4 nœuds (15,6 km/h) en immersion. Il pouvait parcourir 9280 milles marins (17190 km) à 8 nœuds (15 km/h) en surface et 50 milles marins (93 km) à 5 nœuds (9,3 km/h) en immersion. L'U-110 était armé de six tubes lance-torpilles de 50 centimètres, quatre à l’avant et deux à l’arrière, de douze à seize torpilles, d’un canon de pont de 10,5 cm SK L/45 et d’un autre de 8,8 cm SK L/30. Il avait un équipage de trente-six hommes : trente-deux matelots et quatre officiers.

## Historique
L'U-110 a effectué trois patrouilles de guerre et a coulé dix navires, totalisant 26963 tonnes de jauge brute (TJB). Son premier succès fut le Q-ship britannique HMS Penshurst, avec lequel il combattit le 24 décembre 1917. Le Penshurst coula peu après.
L'U-110 a été coulé le 15 mars 1918, au nord-ouest de Malin Head, à la position 55° 04′ N, 8° 06′ O, quand il a été repéré et attaqué à coups de charges de profondeur par les destroyers britanniques HMS Michael et HMS Moresby. Ses 39 hommes d'équipage ont été perdus.
En septembre 1918, il est renfloué et transféré au chantier naval Swan Hunter pour y être restauré. A la fin des hostilités, la restauration fut interrompue et il fut vendu pour la ferraille.

## Affectations
- Flottille IV : du 22 décembre 1917 au 15 mars 1918.

## Commandants
- Kapitänleutnant Otto von Schubert[4] : du 22 novembre au 10 décembre 1917.
- Kapitänleutnant Carl Albrecht Kroll[5] : du 12 décembre 1917 au 15 mars 1918.

## Navires coulés
| Date             | Nom           | Nationalité | Tonnage | Destin. |
| ---------------- | ------------- | ----------- | ------- | ------- |
| 24 décembre 1917 | HMS Penshurst | Royal Navy  | 1191    | Coulé   |
| 30 décembre 1917 | Zone          | Royaume-Uni | 3914    | Coulé   |
| 7 janvier 1918   | Egda          | Norvège     | 2527    | Coulé   |
| 4 mars 1918      | Castle Eden   | Royaume-Uni | 1949    | Coulé   |
| 7 mars 1918      | RFA Vitol     | Royal Navy  | 2639    | Coulé   |
| 7 mars 1918      | Tarbetnesse   | Royaume-Uni | 3018    | Coulé   |
| 8 mars 1918      | Erica         | Royaume-Uni | 167     | Coulé   |
| 9 mars 1918      | Nanny Wignall | Royaume-Uni | 93      | Coulé   |
| 10 mars 1918     | Germaine      | France      | 1428    | Coulé   |
| 15 mars 1918     | RMS Amazon    | Royaume-Uni | 10037   | Coulé   |